# Bill Keith

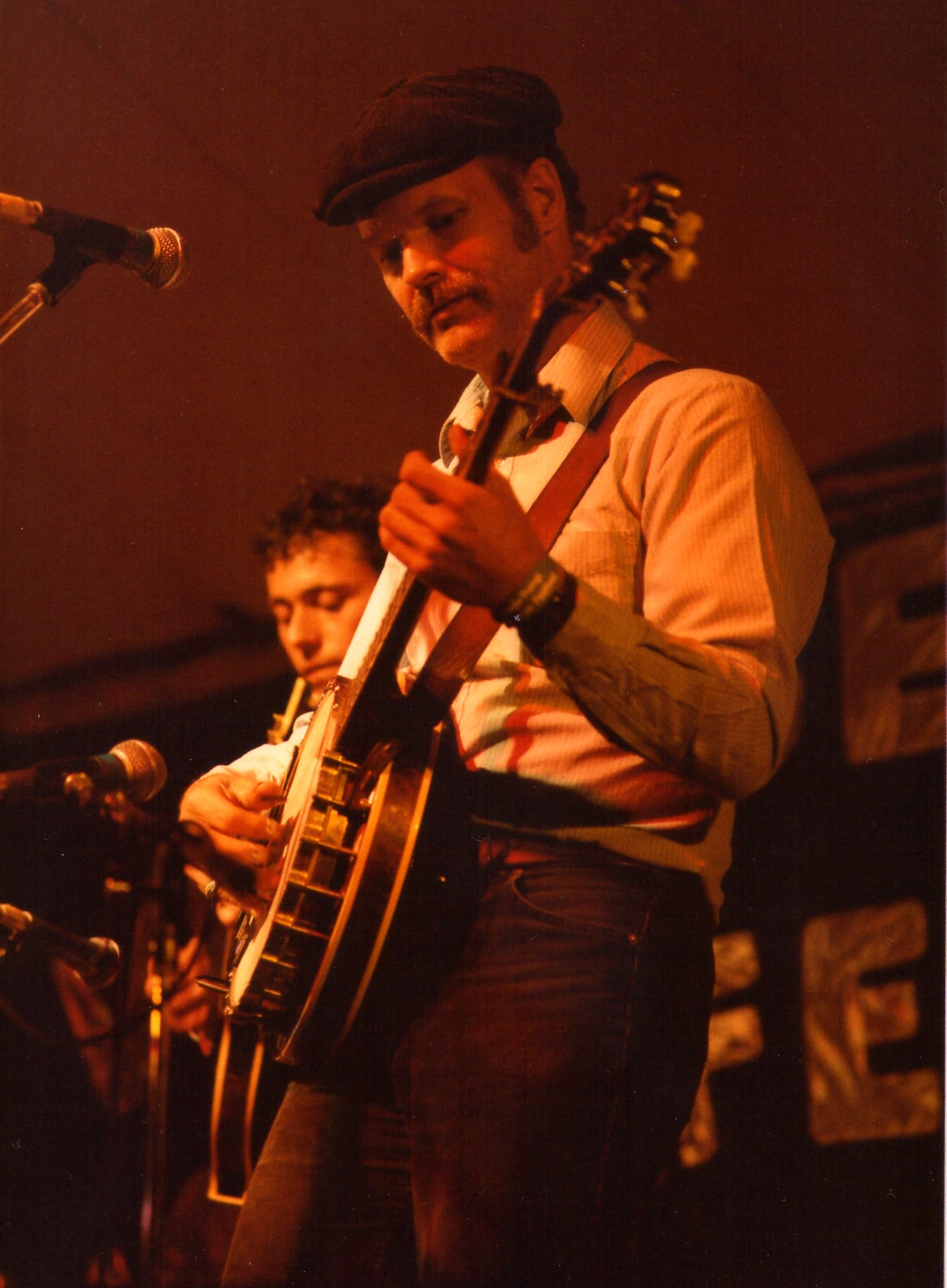
Bill Keith (1985)

Bill Keith (* 20. Dezember 1939 in Boston, Massachusetts; † 23. Oktober 2015 in Woodstock, New York) war ein US-amerikanischer Bluegrass-Musiker, der mehrere wichtige Neuerungen in Spielweise und Aufbau des Banjos einführte.

## Leben

### Anfänge
Der in Boston aufgewachsene Bill Keith nahm als Kind einige Jahre lang Klavierstunden. Beeinflusst von Country-Radiosendungen fühlte er sich aber mehr und mehr zur Country-Musik hingezogen. Besondere Faszination übte das fünfsaitige Banjo aus. Da es im Nordosten der USA an kompetenten Banjo-Lehrern mangelte, lernte er überwiegend aus Pete Seegers Lehrbuch "How to Play the Five-String Banjo". Durch das Nachspielen von Schallplattenaufnahmen der führenden Musiker, allen voran Earl Scruggs, entwickelte er seinen Stil permanent weiter.
Bei dem Versuch, Geigenmelodien auf sein Banjo umzusetzen, verbesserte er den bis dahin vorherrschenden Scruggs-Stil. Die als Keith-Stil bezeichnete Technik ermöglichte erstmals das Spielen von chromatischen Tonfolgen auf dem Banjo. Dank seiner klassischen Grundausbildung und seines autodidaktischen Bücherstudiums war er in der Lage, die Tabulaturen seiner Songs in einem Heft festzuhalten.

### Karriere
1962 hatte Keith nach einem Konzert Gelegenheit, sein großes Vorbild Earl Scruggs persönlich anzusprechen und ihm seine Tabulaturen vorzulegen. Scruggs, der weder Tabulaturen noch Noten lesen konnte, ließ ihn vorspielen und war so beeindruckt, dass er ihn einlud, an seinem geplanten Lehrbuch mitzuwirken. Keith zog nach Nashville und quartierte sich in Scruggs Landhaus ein. Nach einem Auftritt in der Grand Ole Opry wurde Bill Monroe auf das Talent aufmerksam und nahm ihn in seine Begleitband, die Bluegrass Boys auf.
Earl Scruggs schrieb einige Stücke, in denen er Saiten gezielt umstimmte. Damit das schnell und exakt ging, baute er auf die Kopfplatte seines Banjos zwei Hebel. Allerdings musste er dazu Löcher in diese bohren, er selbst fand diese Lösung "rather unsightly". Bill Keith entwickelte daraufhin Stimmmechaniken, bei denen der untere und obere Ton mit Hilfe von kleinen Schrauben festgestellt wird. Diese Mechaniken wurden statt der vorhandenen eingebaut. Seine Firma Beacon Banjo Company verkauft diese Keith Tuners bis heute.
Keith blieb nur wenige Monate bei Bill Monroe. 1964 schloss er sich der Jim Kweskin Jug Band an und vier Jahre später der Blue Velvet Band. Daneben arbeitete er als Studiomusiker. Er wechselte in die Folk-Szene, wo er mit Musikern wie Ian & Sylvia und Judy Collins zusammenarbeitete. 1973 gründeten die Bill Monroe Veteranen Peter Rowan, Richard Greene und David Grisman die Muleskinner Band und produzierten das für einen progressiven Bluegrass wegweisende Album A Potpourri Of Bluegrass Jam.
Ab Mitte der 1970er Jahre begann Keith, Soloalben einzuspielen. Ende der 1980er fand sich die Blue Velvet Band noch einmal zusammen. Keith arbeitete anschließend als Studiomusiker, trat bei Folk- oder Bluegrass-Festivals auf und führte Banjo-Lehrveranstaltungen durch. Am 1. Oktober 2015 wurde er in die Blugrass Hall of Fame aufgenommen. Er starb am 23. Oktober 2015.

## Diskografie

### Alben
- 1964: Bluegrass Instrumentals mit Bill Monroe and his Blue Grass Boys[3]
- 1969: Sweet Moments With The Blue Velvet Band
- 1973: Muleskinner: A Potpourri Of Bluegrass Jam (als Muleskinner)
- 1976: Something Auld, Something Newgrass, Something Borrowed, Something Bluegrass
- 1981: Fiddle Tunes for the Banjo
- 1984: Banjoistics
- 1991: Beating around the Bush